# Robert Arnold
Robert Arnold (Lancaster, California, 12 de noviembre de 1988) es un exjugador de baloncesto estadounidense, que jugó como profesional ocho temporadas en diferentes ligas europeas. Con 1,98 metros de estatura, lo hacía en la posición de alero.

## Trayectoria deportiva
Jugó durante dos temporadas con los Antelope Valley (2007–2009) y otras dos con los Boise State Broncos. Tras no ser elegido en el Draft de la NBA de 2011, saltó al profesionalismo en Europa, en concreto, en las filas del Allianz Swans Gmunden austríaco. Más tarde, jugaría en Finlandia, en las filas del Namika Lahti y del Joensuun Kataja.
En la temporada 2015-16, llegaría a Bélgica para jugar en el Belfius Mons-Hainaut.
En julio de 2017 fichó por el Hyères-Toulon Var Basket de la Pro A francesa, procedente del Rethymno Cretan Kings B.C. de la A1 Ethniki, máxima categoría del baloncesto griego.